# Liste der Gouverneure von Queensland

Dienstflagge des Gouverneurs

Der Gouverneur von Queensland ist der Vertreter des britischen Monarchen, derzeit König Charles III., im australischen Bundesstaat Queensland. Der Gouverneur übt auf bundesstaatlicher Ebene dieselben konstitutionellen und zeremoniellen Funktionen aus wie der Generalgouverneur von Australien auf landesweiter Ebene.
In Übereinstimmung mit den Konventionen des Westminster-Systems handelt der Gouverneur fast ausschließlich gemäß dem Rat des Vorsitzenden der gewählten Regierung, in diesem Falle des Premierministers von Queensland. Der Gouverneur hat jedoch das Recht, den Premierminister zu entlassen.

## Liste der Gouverneure von Queensland
| Gouverneur                                   | Amtsantritt       | Amtsaustritt       |
| -------------------------------------------- | ----------------- | ------------------ |
| George Ferguson Bowen                        | 10. Dezember 1859 | 4. Januar 1868     |
| Samuel Blackall                              | 14. August 1868   | 2. Januar 1871     |
| George Phipps, 2. Marquess of Normanby       | 12. August 1871   | 12. November 1874  |
| William Cairns                               | 23. Januar 1875   | 14. März 1877      |
| Arthur Edward Kennedy                        | 20. Juli 1877     | 2. Mai 1883        |
| Anthony Musgrave                             | 6. November 1883  | 9. November 1888   |
| Henry Norman                                 | 1. Mai 1889       | 31. Dezember 1895  |
| Charles Cochrane-Baillie, 2. Baron Lamington | 9. April 1896     | 19. Dezember 1901  |
| Herbert Chermside                            | 24. März 1902     | 10. Oktober 1904   |
| Frederic Thesiger, 3. Baron Chelmsford       | 30. November 1905 | 26. Mai 1909       |
| William MacGregor                            | 2. Dezember 1909  | 16. Juli 1914      |
| Hamilton Goold-Adams                         | 15. März 1915     | 3. Februar 1920    |
| Matthew Nathan                               | 3. Dezember 1920  | 17. September 1925 |
| Thomas Goodwin                               | 13. Juni 1927     | 7. April 1932      |
| Leslie Wilson                                | 13. Juni 1932     | 23. April 1946     |
| John Lavarack                                | 1. Oktober 1946   | 4. Dezember 1957   |
| Henry Abel Smith                             | 18. März 1958     | 18. März 1966      |
| Alan Mansfield                               | 21. März 1966     | 21. März 1972      |
| Colin Hannah                                 | 21. März 1972     | 20. März 1977      |
| James Ramsay                                 | 22. April 1977    | 21. Juli 1985      |
| Walter Campbell                              | 22. Juli 1985     | 29. Juli 1992      |
| Leneen Forde                                 | 29. Juli 1992     | 29. Juli 1997      |
| Peter Arnison                                | 29. Juli 1997     | 29. Juli 2003      |
| Quentin Bryce                                | 29. Juli 2003     | 29. Juli 2008      |
| Penelope Wensley                             | 29. Juli 2008     | 29. Juli 2014      |
| Paul de Jersey                               | 29. Juli 2014     | 1. November 2021   |
| Jeannette Young                              | 1. November 2021  | amtierend          |